# Toschia spinosa
Toschia spinosa is een spinnensoort in de taxonomische indeling van de hangmatspinnen (Linyphiidae).
Het dier behoort tot het geslacht Toschia. De wetenschappelijke naam van de soort werd voor het eerst geldig gepubliceerd in 1968 door Herman Theodor Holm.